# Мирновский сельский совет (Джанкойский район)
Мирновский сельский совет (укр. Мирнівська сільська рада, крымскотат. Cürgün köy şurası) — согласно законодательству Украины — административно-территориальная единица в Джанкойском районе Автономной Республики Крым, расположенная в восточной части Джанкойского района, в степной зоне полуострова, примыкая с запада к Джанкою. Население по переписи 2001 года — 5284 человека, площадь — 58 км².
К 2014 году в состав сельсовета входило 5 сёл:
- Мирновка
- Днепровка
- Константиновка
- Рысаково
- Тимофеевка

Мирновский сельский совет образован в 1979 году выделением из упразднённого Днепровского с переносом центра в Мирновку. С 12 февраля 1991 года сельсовет в восстановленной Крымской АССР, 26 февраля 1992 года переименованной в Автономную Республику Крым. С 21 марта 2014 года в составе Крыма аннексирован Россией. Законом «Об установлении границ муниципальных образований и статусе муниципальных образований в Республике Крым» от 4 июня 2014 года территория административной единицы была объявлена муниципальным образованием со статусом сельского поселения.